# Neuroph
Neuroph es un marco orientado a objetos de redes neuronales escrito en Java. Puede utilizarse para crear y formar redes neuronales en programas Java. Neuroph proporciona la biblioteca de clases de Java así como la herramienta de interfaz gráfica (GUI) easyNeurons para la creación y formación de redes neuronales.
Es un proyecto de código abierto en SourceForge, y la última versión 2.4 ha sido publicada bajo la licencia Apache. Versiones anteriores fueron licenciadas bajo LGPL.

## Características
Las clases principales de Neuroph corresponden a los conceptos básicos de una red neuronal, tales como: neurona artificial, capa de neuronas, conexiones de neurona, peso, función de transferencia, entrada de función, regla de aprendizaje, etc.
Neuroph es compatible con arquitecturas de red neuronal comunes tales como perceptrón multicapa con backpropagation, red es de Kohonen y redes de Hopfield.
Todas estas clases pueden ser extendidas y personalizadas para crear redes neuronales personalizadas y reglas de aprendizaje.
Tiene soporte incluido para reconocimiento de imagen.